# 182e Infanteriedivisie (Duitsland)
De Duitse 182e Infanteriedivisie (Duits: 182. Infanterie-Division) was een Duitse infanteriedivisie tijdens de Tweede Wereldoorlog. De divisie werd opgericht op 1 april 1945. De eenheid deed in haar korte bestaan dienst in Slowakije.
Op 8 mei 1945 werd de divisie, die onder leiding stond van Richard Baltzer, na de overgave van Duitsland ontbonden. 

## Samenstelling
- Grenadier-Regiment 663
- Grenadier-Regiment 664
- Grenadier-Regiment 665
- Artillerie-Regiment 1082
- Divisions-Nachschubführer 1082